# Symfonie nr. 10 (Badings)
Henk Badings voltooide zijn Symfonie nr. 10 in december 1961. Hij schreef het werk in opdracht van de Rotterdamse Kunststichting. De symfonie werd destijds geschreven voor het symfonieorkest Symphonia, bestaande uit de betere amateurmusici. In de toelichting gevoegd bij de enige commerciële uitgave van dit werk via CPO Records werd vermeld dat het werk teruggrijpt op Badings’ eerste symfonie uit 1932. Van dat werk is geen enkele opname verkrijgbaar (gegevens 2015).
De tiende symfonie kent de klassieke opbouw van vier delen, waarbij de delen dezelfde thematiek kennen:
- Allegro
- Presto
- Adagio
- Allegro molto

Louis Stotijn verzorgde met het Koninklijke Orkestvereniging Symphonia de première op maandag 29 januari 1962 in de Rivièrahal te Rotterdam. Het concert werd gegeven ter gelegenheid van het 100-jarig bestaan van het orkest, opbrengsten gingen naar de Rotterdamse sectie van het Rode Kruis.